# Gabrielle Goulet
Pour les articles homonymes, voir Goulet.
Gabrielle Goulet est une chanteuse-compositrice-interprète canadienne née à Bourget (Clarence-Rockland), en Ontario, le 21 janvier 1993.

## Discographie

### Albums
- 2013 : Papillon
- 2017 : Elle sait

### EP
- 2011 : Bella
- 2016 : Ton garage

## Prix
- Coup de foudre Salut[1]
- Trille d'Or[2],[3],[1] dans la catégorie « Meilleure interprète féminine ».